# Diplothrix
Diplothrix és un gènere de rosegadors de la família dels múrids. Les espècies d'aquest grup són oriündes de l'Àsia oriental. L'únic representant vivent, D. legata, viu als boscos montans de les illes Ryukyu (Japó), mentre que l'espècie extinta D. yangziensis visqué durant el Plistocè inferior en allò que avui en dia és la Xina. El nom genèric Diplothrix significa ‘pèl doble’ en llatí.